# Maurice Blitz
Maurice Blitz, född 28 juli 1891 i Paris, död 2 februari 1975, var en belgisk vattenpolospelare.
Blitz blev olympisk silvermedaljör i vattenpolo vid sommarspelen 1920 i Antwerpen.